# ترمس شجري
الترمس الشجري (باللاتينية: Lupinus arboreus) نوع نباتي يتبع جنس الترمس من الفصيلة البقولية المعروفة بقدرتها على تثبيت النيتروجين الجوي من خلال بكتيريا المستجذرة.
موطنه غرب الولايات المتحدة حيث يتواجد في ولاية كاليفورنيا.

## الوصف النباتي
نبات معمر شجري يصل ارتفاعه إلى مترين. الأزهار صفراء.